# Helina mixta
Helina mixta är en tvåvingeart som först beskrevs av Johann Andreas Schnabl 1887.  Helina mixta ingår i släktet Helina och familjen husflugor. Inga underarter finns listade i Catalogue of Life.